# Król lew (musical)

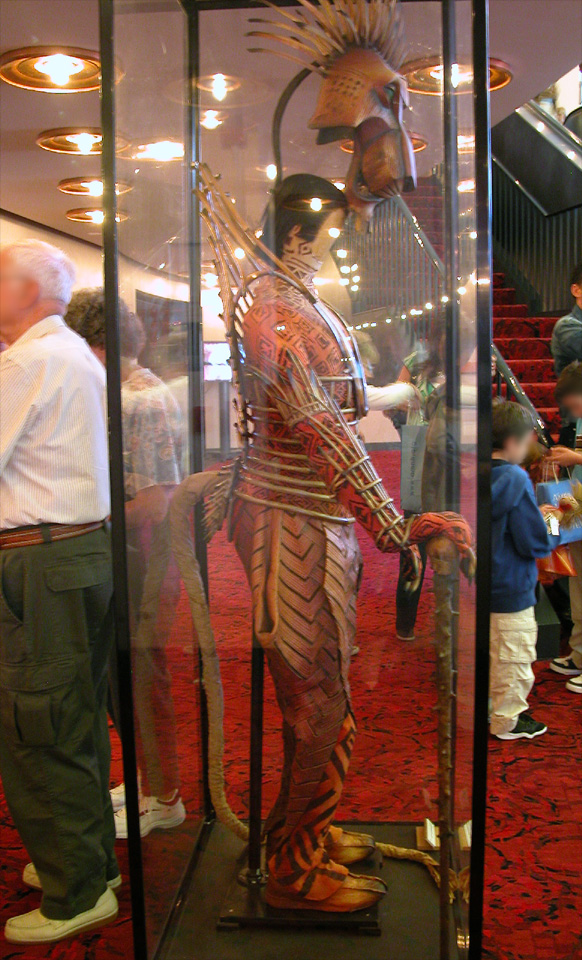
Kostium Skazy

Król lew (ang. The Lion King) – broadwayowski musical powstały na podstawie filmu Walta Disneya o tej samej nazwie z 1994 roku z muzyką Eltona Johna i słowami Tima Rice’a oraz kompozycjami Hansa Zimmera i chóralnymi utworami Lebo M.
Musical został wyreżyserowany przez Julie Taymor. Jego oficjalna premiera odbyła się 31 lipca 1997 roku w Minneapolis. Musical podzielony jest na dwa akty: pierwszy pokazuje dzieciństwo Simby, a drugi – jego dorosłe życie.
W 1998 roku spektakl zdobył sześć Nagród Tony za najlepszy musical, kostiumy, choreografię, oświetlenie, dekoracje i reżyserię. Oprócz tego, widowisko otrzymało 8 nagród Drama Desk Award, a także statuetkę Theatre World Award.

## Fabuła

### Akt I
O wschodzie słońca mandryl Rafiki wzywa zwierzęta na wzgórze Lwiej Skały, skąd pozdrawia Króla Mufasę i Królową Sarabi oraz pokazuje zgromadzonym zwierzętom nowe dziecko pary („Circle of Life”). Po powrocie na drzewo baobabu rysuje obrazek przedstawiający młodego lwa i błaga duchy o imię dla księcia, który zostaje nazwany Simba. W tym samym czasie brat Mufasy, Skaza, rozpacza nad utratą szansy na zostanie królem.
Po upływie kilku lat Simba wyrasta na żywiołowego lwa („Grasslands Chant”). Mufasa pokazuje mu terytorium Lwiej Ziemi ze szczytu Lwiej Skały i wyjaśnia mu, że wszystko istnieje w równowadze zwanej Kręgiem Życia. Mufasa przestrzega syna, aby nie przekraczał granicy Lwiej Ziemi. W tym czasie nadlatuje  doradca Mufasy, dzioborożec Zazu, który zdaje dzienny raport o tym, co dzieje się na terenie rządów króla („The Morning Report”).
Simba planuje odwiedzić swojego wujka, Skazy. Przed wyruszeniem decyduje się na pójście zakazaną trasą przez cmentarzysko słoni. W tym czasie lwice idą na polowanie („The Lioness Hunt”). Simba prosi o towarzystwo w podróży swoją przyjaciółkę, Nalę, która zgadza się i wyrusza razem z Zazu. W trakcie podróży Simba i Nala starają się zgubić Zazu, potem książę zaczyna śpiewać o swojej przyszłości („I Just Can’t Wait to Be King”). Zwierzęta docierają na cmentarzysko, gdzie zostają porwani przez trzy hieny: Shenzi, Banzai i Eda, które zamierzają ich zjeść („Chow Down”). Mufasa ratuje jednak małe lwy i odstrasza hieny. Po całym incydencie Mufasa wyraża swoje rozczarowanie zachowaniem syna i tłumaczy mu różnicę między bycie odważnym a zuchwałym. Mufasa opowiada o poprzednich królach i o tym, jak pilnują wszystkiego z nieba („They Live in You”). Potem dyskutuje z Zazu o zachowaniu swojego syna.
W tym czasie na cmentarzysku słoni Skaza zdradza hienom swój plan zabicia Mufasy i Simby, dzięki czemu będzie mógł zostać królem. W tym celu powołuje drużynę hien i obiecuje im wsparcie za pomoc w realizacji planu („Be Prepared”). Skaza zabiera Simbę do wąwozu i prosi go o poczekaniu. Na sygnał Skazy hieny zaczynają gnać w panice („The Stampede”), on sam informuje Mufasę, że Simba został uwięziony w wąwozie. Kiedy udaje mu się uratować syna, sam ginie po uderzeniu klifu, który strącił Skazę. Ten stara się wmówić Simbie, że śmierć jego ojca to jego wina i każe mu uciekać. Kiedy ten się oddala, Skaza posyła za nim hieny, aby te go zabiły. Młodemu lwu udaje się uciec, jednak hieny informują Skazę o śmierci jego siostrzeńca. Rafiki i lwice opłakują zginięcie Mufasy („Rafiki Mourns”). Skaza przejmuje tron i wprowadza hieny na Lwią Ziemię („Be Prepared (Reprise)”).
Znajdujący się poza pustynią Simba pada z wyczerpania, zaczynają nad nim krążyć sępy, które zostają ostatecznie odstraszone przez surykatkę Timona i guźca Pumbę. Simba zostaje przyjęty przez zwierzęta do ich dżungli, w której ci pokazują mu życie bez zmartwień („Hakuna Matata”).

### Akt II
Akcję drugiego aktu rozpoczyna chór kolorowych ptaków („One by One”). Po zakończeniu utworu ptaki zostają zastąpione sępami i szkieletami gazel. Pod rządami Skazy Krąg Życia jest w złym stanie, a teren Lwiej Ziemi dotyka susza. Zazu, teraz więzień Skazy, przysłuchuje się niedoli króla. Hieny narzekają na brak jedzenia, ale Skaza interesuje się tylko sobą i zastanawia się, czemu nie jest kochany („The Madness of King Scar”). Nala przyjeżdża do Skazy, by porozmawiać z nim o problemie z głodem. Ten proponuje jej zostanie królową oraz matką jego dzieci. Nala krytykuje go i opuszcza Lwią Ziemię, żeby znaleźć pomoc. Przed podróżą spotyka się z Rafiki i lwicami, które błogosławią ją („Shadowland”).
W dżungli nadal mieszka Simba razem z Timonem i Pumbą. Młody lew postanawia przejść się po lesie i wskakuje do jeziora, co poleca także Timonowi, który poszedł za nim. Ten ostatecznie skacze, jednak został zmieciony w dół rzeki. W poczuciu niebezpieczeństwa łapie się za gałąź i woła Simbę o pomoc, jednak ten został unieruchomiony przez powracające wspomnienia śmierci Mufasy. Timon spada z gałęzi, na co Simba zrywa się i pomaga przyjacielowi. Młody lew jest załamany, że jego kompan prawie zginął z powodu jego lekkomyślności. Po powrocie do domu przyjaciele rozmawiają, Simba wspomina słowa ojca, jednak spotyka się z wyśmianiem przez Timona i Pumby. W poczuciu samotności opuszcza ich i śpiewa do ojca („Endless Night”). Rafiki słyszy wołanie Simby, czym utwierdza się w przekonaniu, że ten żyje.
Pumba jest ścigany przez lwice w dżungli. Simba ratuje swojego przyjaciela, a wśród lwic rozpoznaje Nalę. Timon zdaje sobie sprawę z tego, że Simba jest prawowitym następcą tronu, co powoduje jego płacz („Can You Feel the Love Tonight?”). Nala opowiada Simbie o zniszczonej Lwiej Ziemi, jednak ten odmawia powrotu do krainy z powodu ciągłego poczucia winy za śmierci Mufasy.
Niedługo potem spotyka Rafiki, która opowiada mu o ojcu („He Lives in You”). Na niebie pojawia się duch Mufasy, który mówi Simbie, że ten jest jedynym prawdziwym królem i musi zająć swoje miejsce w Kręgu Życia. Simba zbiera się na odwagę i kieruje się w stronę domu. W tym samym czasie Nala budzi Timona i Pumbę oraz dowiaduje się, że Simba powraca do Kręgu Życia. Cała trójka decyduje się na dołączenie do Simby w drodze do Lwiej Ziemi.
Skaza wzywa swoją siostrę przyrodnią, Sarabi, żeby dowiedzieć się, czemu lwice nie polują na nikogo. Ta w złości porównuje go do Mufasy, po czym zostaje przez niego uderzona. W tym czasie Simba ujawnia się wujkowi, który kpi z niego, że zabił Mufasę. Rozzłoszczony młody lew wymusza na wujku opowiedzenie prawdy („Simba Confronts Scar”). Wtedy między Simbą a Skazą dochodzi do pojedynku na szczycie Lwiej Skały, gdzie król błaga młodego lwa o życie, obwiniając za wszystko hieny. Po ostatnich atakach Skaza spada z klifu i zostaje pożarty przez hieny, który słyszały jego słowa.
Po wygranej bitwie Simba zostaje mianowany prawowitym królem. Lew udaje się na szczyt Lwiej Skały, gdzie pozdrawia całe królestwo („King of Pride Rock”). Teren Lwiej Ziemi powraca do dobrego stanu, a zwierzęta świętują całe wydarzenie. Rafiki prezentuje światu dziecko Simby i Nali, które kontynuuje Krąg Życia („Circle of Life (Reprise)”).

## Utwory
W musicalu została wykorzystana większość piosenek występujących w filmach Król lew i Król lew II: Czas Simby, odpowiednio przerobionych na potrzeby widowiska. Napisano też kilka nowych utworów.

### Lista utworów
| Akt I                                                              | Akt I                                          | Akt I                                           |
| Piosenka                                                           | Twórcy                                         | Wykonawcy (postacie)                            |
| ------------------------------------------------------------------ | ---------------------------------------------- | ----------------------------------------------- |
| „Circle of Life” (Krąg życia)                                      | Elton John i Tim Rice                          | Rafiki i chór                                   |
| „The Morning Report”                                               | Elton John i Tim Rice                          | Zazu, młody Simba i Mufasa                      |
| „The Lioness Hunt”                                                 | Lebo M                                         | Chór                                            |
| „I Just Can’t Wait to Be King” (Strasznie już być tym królem chcę) | Elton John i Tim Rice                          | Młody Simba, młoda Nala, Zazu i chór            |
| „Chow Down”                                                        | Elton John i Tim Rice                          | Shenzi, Banzai i Ed                             |
| „They Live in You”                                                 | Mark Mancina, Jay Rifkin i Lebo M              | Mufasa i chór                                   |
| „Be Prepared” (Przyjdzie czas)                                     | Elton John i Tim Rice                          | Skaza, Shenzi, Banzai, Ed i chór                |
| „Be Prepared” (Reprise)                                            | Elton John i Tim Rice                          | Skaza i chór                                    |
| „Hakuna Matata”                                                    | Elton John i Tim Rice                          | Timon, Pumba, młody Simba, dorosły Simba i chór |
| Akt II                                                             |                                                |                                                 |
| „One by One”                                                       | Lebo M                                         | Chór                                            |
| „The Madness of King Scar”                                         | Elton John i Tim Rice                          | Skaza, Zazu, Banzai, Shenzi, Ed i Nala          |
| „Shadowland”                                                       | Hans Zimmer, Lebo M, i Mark Mancina            | Nala, Rafiki i chór                             |
| „Endless Night”                                                    | Julie Taymor, Lebo M, Hans Zimmer i Jay Rifkin | Simba i chór                                    |
| „Can You Feel the Love Tonight?” (Miłość rośnie wokół nas)         | Elton John i Tim Rice                          | Timon, Pumba, Simba, Nala i chór                |
| „He Lives in You” (Reprise)                                        | Mark Mancina, Jay Rifkin i Lebo M              | Rafiki, Simba i chór                            |
| „King of Pride Rock” (Król Lwiej Skały)                            | Hans Zimmer i Lebo M                           | Chór                                            |
| „Circle of Life” (Reprise)                                         | Elton John i Tim Rice                          | Chór                                            |

## Oryginalna obsada
| Rola        | Aktor (Broadway)     | Aktor (West End)      |
| ----------- | -------------------- | --------------------- |
| Simba       | Jason Raize          | Roger Wright          |
| Mufasa      | Samuel E. Wright     | Cornell John          |
| Skaza       | John Vickery         | Rob Edwards           |
| Młody Simba | Scott Irby-Ranniar   | Luke Youngblood       |
| Timon       | Max Casella          | Simon Gregor          |
| Pumba       | Tom Alan Robbins     | Martyn Ellis          |
| Rafiki      | Tsidii Le Loka       | Josette Bushell-Mingo |
| Nala        | Heather Headley      | Paulette Ivory        |
| Zazu        | Geoff Hoyle          | Gregory Gudgeon       |
| Shenzi      | Tracy Nicole Chapman | Stephanie Charles     |
| Banzai      | Stanley Wayne Mathis | Paul J. Medford       |
| Ed          | Kevin Cahoon         | Christopher Holt      |
| Sarabi      | Gina Breedlove       | Dawn Michael          |
| Młoda Nala  | Kajuana Shuford      | Dominique Moore       |